# كلية الفنون والإعلام (جامعة طرابلس)
كلية الفنون والاعلام جامعة طرابلس تأسست في السبعينات في مقر الجامعة بمنطقة الفرناج، ثم انتقلت الي منطقة شهداء عبد الجليل 12 كلم غرب العاصمة طرابلس بالقرب من أكاديمية الدراسات العليا.
كانت بداية مرحلة الدراسات العليا بكلية الفنون والاعلام في سنة 2004 افرنجي في مبنى الكلية السابق بمنطقة شهداء عبد الجليل حيث قام بتأسيس الدراسات العليا بالكلية كل من الدكتور الطاهر عمارالعباني والدكتور علي عبد السلام الربيعي والدكتور عبد الله السباعي والدكتور حسن رجب قرفال والدكتور عياد ابوبكر هاشم والدكتور علي مسعودالبلوش والدكتور علي المنتصر فرفر والدكتور خليفة الشارف عمارو ال\كتور مفتاح الشيباني والعديد من الاساتذة.
ويعتمد نظام الكلية على دراسة ثلاثة فصول دراسية حيث يدرس فيها الطالب عدد 10مقررات ومن ثم يبدأ الطالب في إعداد الرسالة الخاصة بأطروحة الماجستير. والشهادة التي تمنحها الكلية هي شهادة معتمدة من جامعة طرابلس.
نظام الكلية فصول دراسية (سيمستر)
8 فصول دراسية
الاقسام بكلية الفنون والاعلام
1) قسم الفنون المرئية
ينقسم الي:
أ) شعبة التصوير والمونتاج
ب) شعبة السيناريو والإخراج
ج) شعبة الرسوم المتحركة
2) قسم الفنون المسرحية
ينقسم الي:
أ)شعبة النقد والتأليف
ب) شعبة الإخراج والتمثيل
3) قسم الفنون التشكيلية
ينقسم الي:
أ)شعبة الرسم والتصوير
ب)شعبة التصميم الداخلي
ج) شعبة التصميم والزخرفة
د) شعبة الطباعة
ه) شعبة النحت
ز) شعبة الخزف
4) قسم الفنون الاعلامية
ينقسم الي:
أ)شعبة الصحافة
ب)شعبة الاذاعتين
ج) شعبة العلاقات العامة
5) قسم الفنون الموسيقية:>

## الدراسات العليا بالكلية
قسم النقد والتاليف
- مدرسة الفنون الاعلامية
- مدرسة الفنون التشكيلية
- مدرسة الفنون الموسيقية